# آرنی-ل-دوک
آرنی-ل-دوک (به فرانسوی: Arnay-le-Duc) یک کمون در فرانسه با جمعیت ۱٬۶۷۳ نفر است که در Canton of Arnay-le-Duc واقع شده‌است.